# زكي فطين عبد الوهاب
زكي فطين عبد الوهاب (15 ديسمبر 1961 - 20 مارس 2022)، ممثل ومخرج مصري. وابن الفنانة ليلى مراد والمخرج فطين عبد الوهاب تخرج في المعهد العالي للسينما قسم الإخراج عام 1983. عمل مع المخرج علي بدرخان كمخرج مساعد ثانٍ في فيلم أهل القمة وعمل كمساعد إخراج في الكثير من أفلام يوسف شاهين منها اليوم السادس، وعمل مديراً في مواقع التصوير لأفلام أمريكية صورت في مصر منها «أقدار الحرب الدامية». في عام 1981.

## عن حياته
تزوج زكي فطين عبد الوهاب الفنانة سعاد حسني وذلك بعد أن انفصلت عن علي بدر خان، وذلك حين كان زكي طالبًا في السنة النهائية بقسم الإخراج في معهد السينما، إلا أنّهما انفصلا بعد عدة أشهر فقط من الزواج، وقد صرّح زكي في أكثر من مقابلة تلفازية وحوارية أن السبب كان معارضة والدته.

## من أعماله
- تفاحة آدم
- اسم مؤقت
- الزوجة الثانية
- العراف
- إثبات شخصيّة
- فرح ليلى
- على كف عفريت
- آدم وجميلة
- البلطجي
- روبي
- طرف ثالث
- المواطن x
- بحب السيما
- واحد صحيح
- أهل كايرو
- سمارة
- ريش نعام
- إسكندرية كمان وكمان
- العنف والسخرية
- الفاجومي
- سكوت ح نصور
- مرسيدس
- سرقات صيفية
- شهادة ميلاد
- اليوم السادس
- رومانتيكا
- عمر الأزرق
- ممنوع الاقتراب أو التصوير

## وفاته
توفي الفنان زكي فطين عبد الوهاب عن عمر يناهز 61 عامًا بعد صراع مع مرض السرطان. وعانى عبد الوهاب من أزمتين هُما سرطان الرئة وورم المخ، حيث أصيب في يونيو 2021 بورمٍ في المخ، وكان قد أُصيب في منتصف عام 2019 بسرطانٍ في الرئة.

## وصلات خارجية
- زكي فطين عبد الوهاب على موقع IMDb (الإنجليزية)
- زكي فطين عبد الوهاب على موقع الدهليز
- زكي فطين عبد الوهاب على موقع قاعدة بيانات الأفلام العربية
- زكي فطين عبد الوهاب على موقع قاعدة بيانات الفيلم (الإنجليزية)